# 旭出
旭出（あさひで）は、愛知県名古屋市緑区の町名。現行行政地名は旭出一丁目から旭出三丁目。住居表示未実施。

## 地理
名古屋市緑区の中央部に位置し、東に滝ノ水、西と南西に潮見が丘、南東に大形山、北に鹿山、北東に万場山と接する。

## 歴史

### 町名の由来
鳴海町の小字名に由来する。古くは「朝日出」とも書かれており、江戸時代から表記は混用されていた。字名は1560年（永禄3年）の桶狭間の戦いの際、織田信長が当地で朝日を眺めて勝ち戦の前兆を喜んだのだとの故事に因んだという説があるほか、朝日の出る方角に名付けられたもので古代から伝わる地名との説もある。

### 近代までの沿革
当地周辺には考古学上の出土品が多く地形的にも古代人の好適地であることから、古代の鳴海地区の中心的な集落であったとの説がある。
当地には旭出川と呼ばれる川が流れており、上流から「上旭出」「中旭出」「下旭出」と分かれていた。1839年（天保10年）に一部で旭出川に沿って耕地が成されたが、依然として多くが山であったという。
行政区画としては明治以降、愛知郡鳴海町の一部に属し、1963年（昭和38年）に名古屋市に編入され緑区鳴海町の一部となった。戦後に宅地開発が進み、1972年（昭和47年）に名古屋市緑図書館が、1974年（昭和49年）には名古屋市立旭出小学校が開設されるなど住宅地として著しく発展した。

### 行政区画の沿革
- 1986年（昭和61年）- 緑区鳴海町の一部より旭出一～三丁目が成立[6]。

## 世帯数と人口
2019年（平成31年）3月1日現在の世帯数と人口は以下の通りである。
| 丁目       | 世帯数  | 人口    |
| ---------- | ------- | ------- |
| 旭出一丁目 | 234世帯 | 610人   |
| 旭出二丁目 | 467世帯 | 1,184人 |
| 旭出三丁目 | 107世帯 | 257人   |
| 計         | 808世帯 | 2,051人 |

### 人口の変遷
国勢調査による人口の推移
| 1995年（平成7年）  | 1,511人 | [ 9 ]  |  |
| 2000年（平成12年） | 1,637人 | [ 10 ] |  |
| 2005年（平成17年） | 2,108人 | [ 11 ] |  |
| 2010年（平成22年） | 2,095人 | [ 12 ] |  |
| 2015年（平成27年） | 1,980人 | [ 13 ] |  |

## 学区
市立小・中学校に通う場合、学校等は以下の通りとなる。また、公立高等学校に通う場合の学区は以下の通りとなる。なお、小学校は学校選択制度を導入しておらず、番毎で各学校に指定されている。
| 丁目       | 小学校                                      | 中学校                 | 高等学校 |
| ---------- | ------------------------------------------- | ---------------------- | -------- |
| 旭出一丁目 | 名古屋市立旭出小学校                        | 名古屋市立滝ノ水中学校 | 尾張学区 |
| 旭出二丁目 | 名古屋市立旭出小学校                        | 名古屋市立滝ノ水中学校 | 尾張学区 |
| 旭出三丁目 | 名古屋市立旭出小学校 名古屋市立滝ノ水小学校 | 名古屋市立滝ノ水中学校 | 尾張学区 |

## 施設

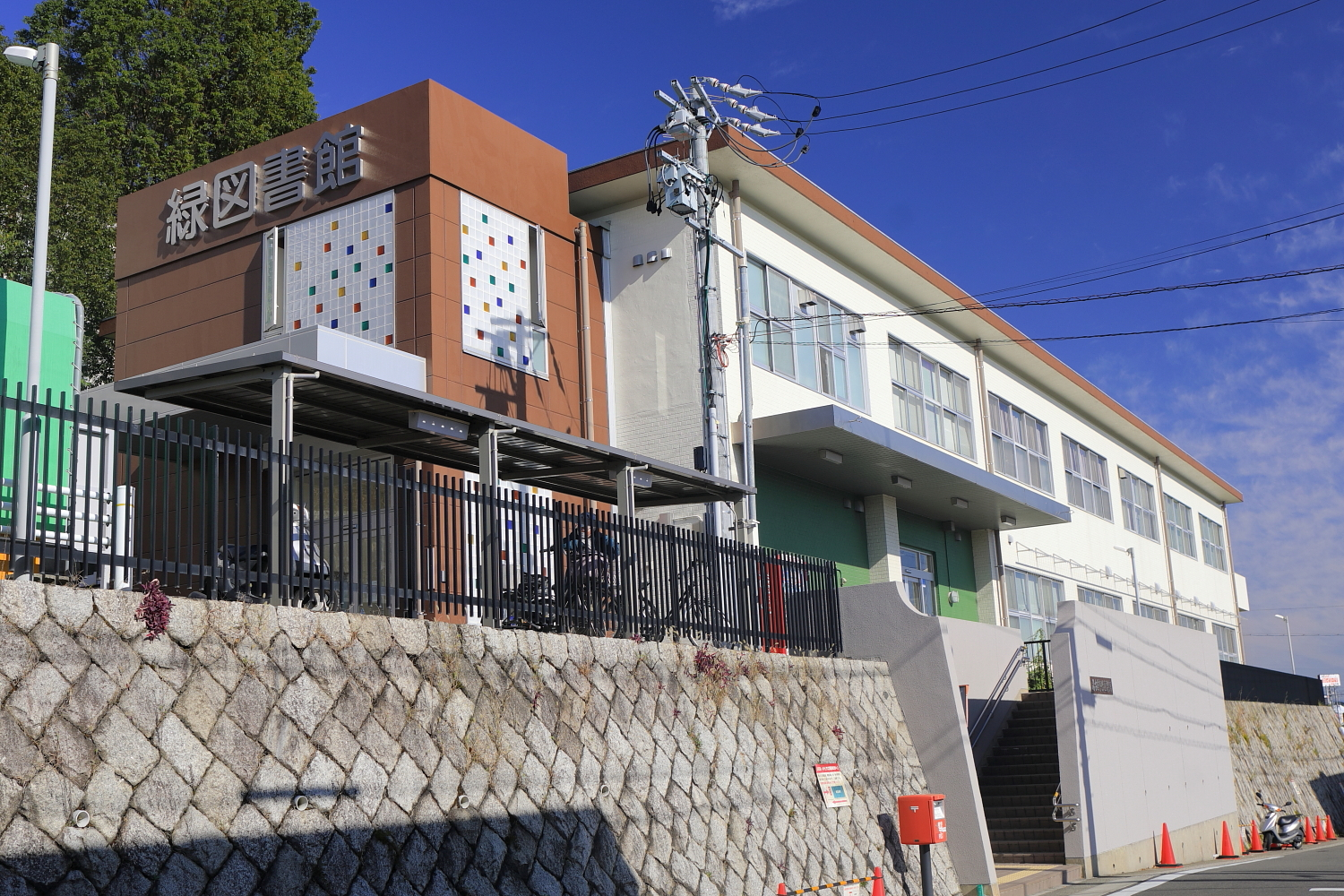
名古屋市立緑高等学校
- 名古屋市緑図書館
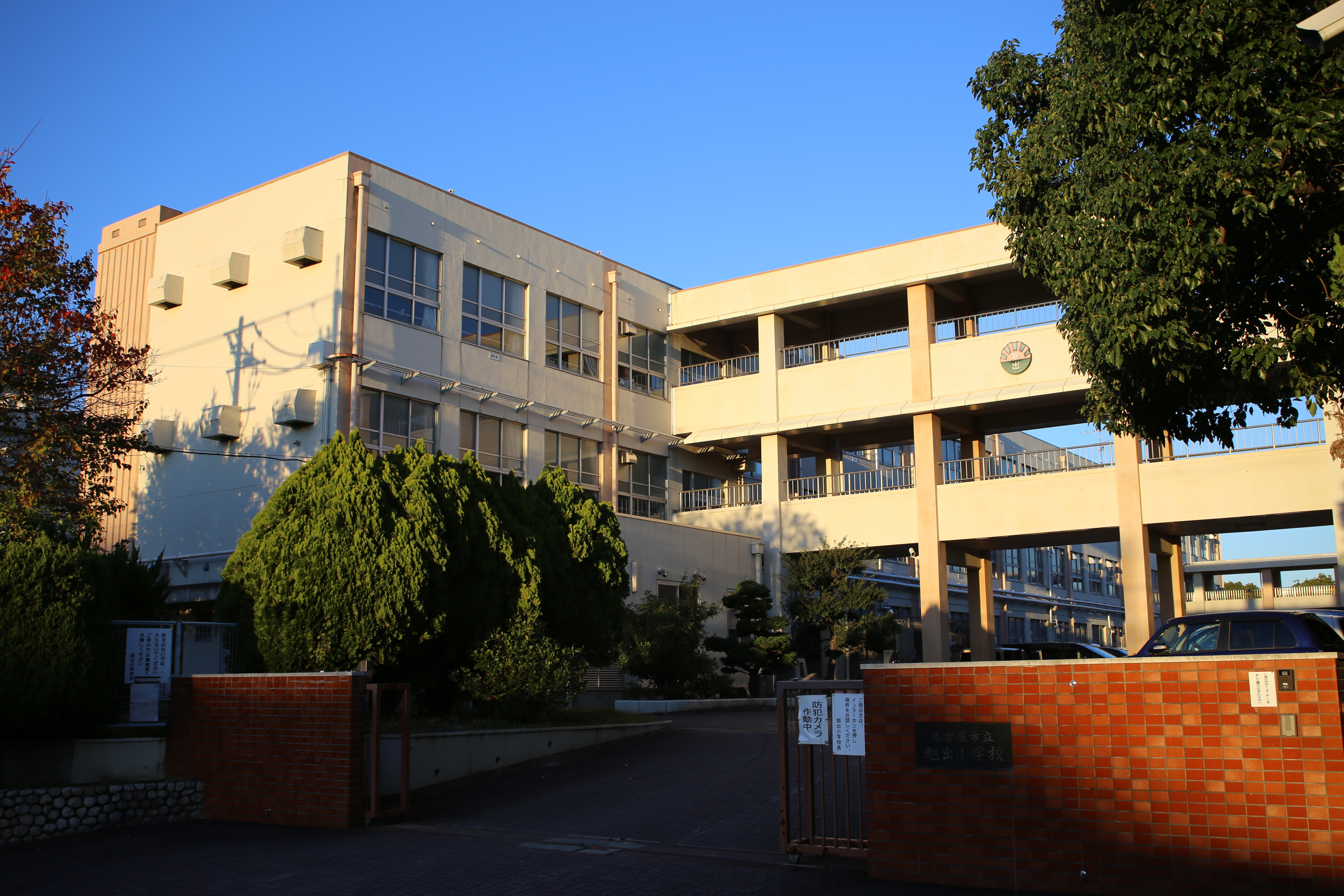
名古屋市立旭出小学校
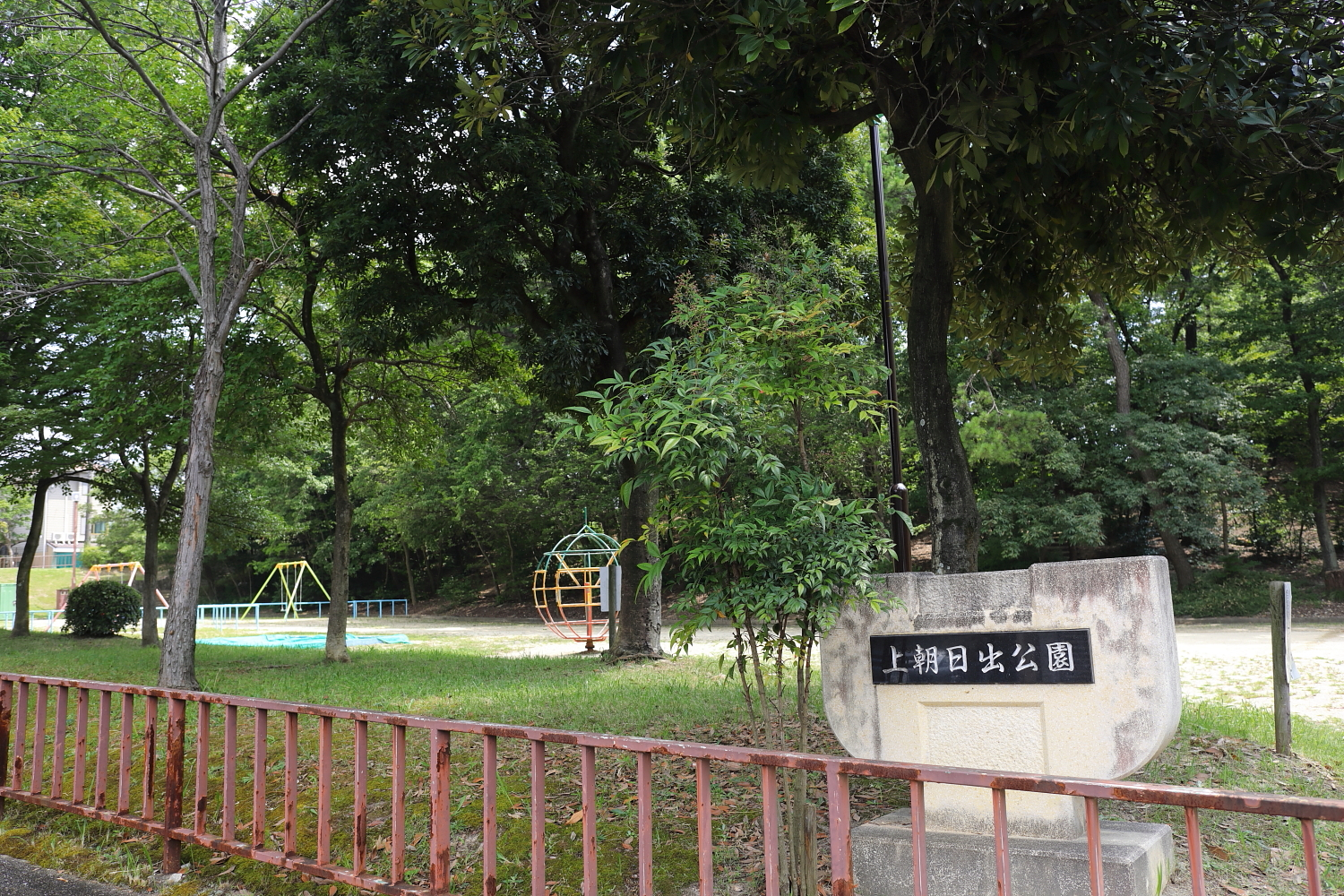
上朝日出公園

- 名古屋市緑図書館
- 名古屋市立旭出小学校
- 上朝日出公園

## その他

### 日本郵便
- 郵便番号 : 458-0031[3]（集配局：緑郵便局[16]）。